# 뽀빠산

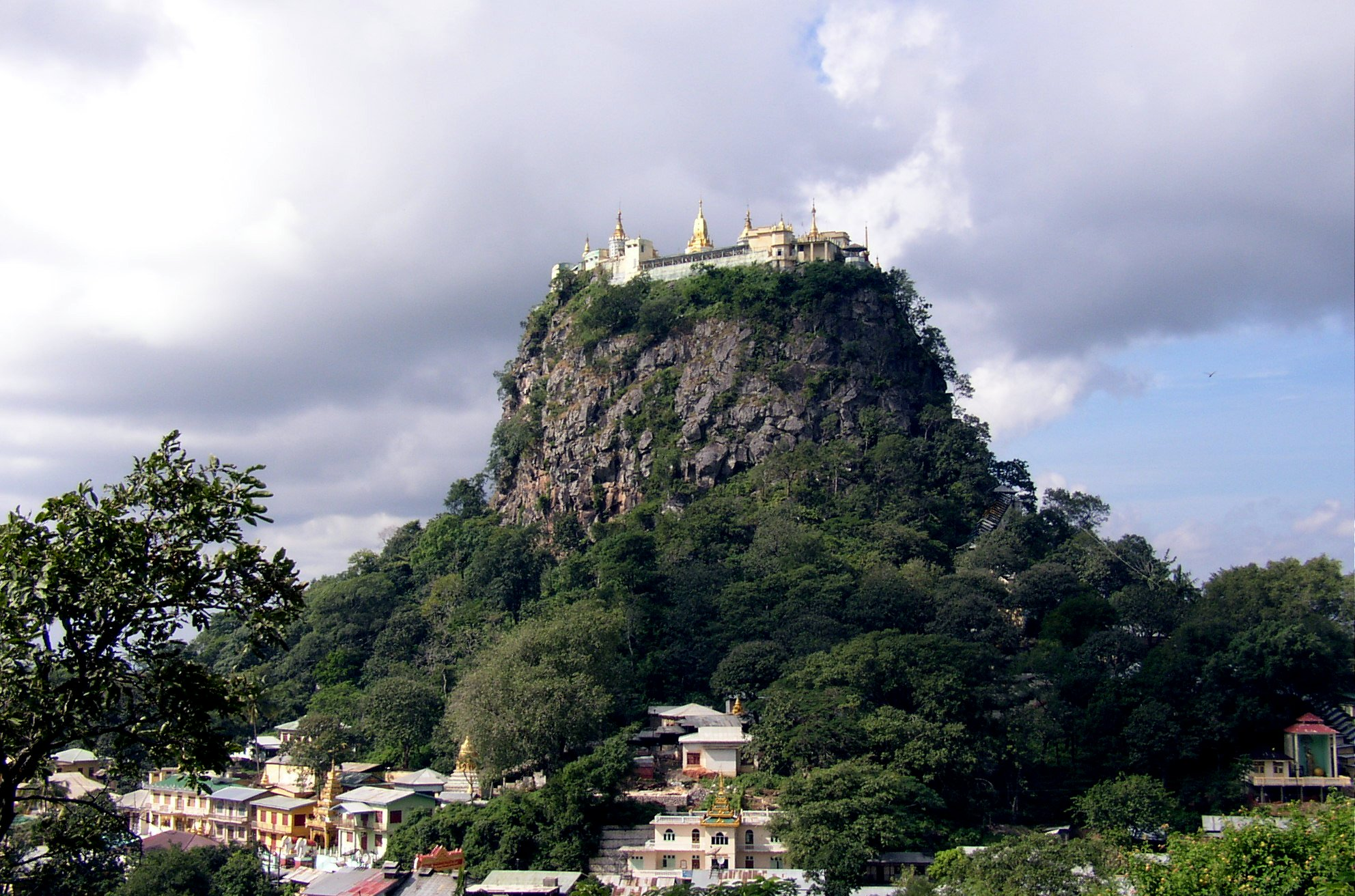
뽀빠산

뽀빠산은 미얀마 버간에 있는 산이다. 해발고도는 1,520m, 마을에서는 737m이다. 미얀마의 정령 신앙인 나의 고향이다. 화산 활동으로 만들어졌으며, 산스크리트어로 꽃이라는 뜻이다. 뽀빠산 주위는 드넓은 밀림 지대이다.